# Korintski rat
Korintski rat (395. – 387. pr. Kr.) je bio oružani sukob između Sparte i četiri saveznika; Atena, Arga, Korinta, Tebe. Perzijsko Carstvo je u početku podržavalo saveznike. Neposredni uzrok rata je bio lokalni sukob na sjeverozapadu Grčke, u koji se uključuju i Teba i Sparta. Dublji uzrok je neprijateljstvo prema Sparti zbog njene hegemonije u Grčkoj devet godina nakon kraja Peloponeskog rata.
Rat se vodio na dvije fronte; kopneni sukob u blizini Korinta i Tebe, te pomorski rat u Egejskom moru. U kopnenom ratu Sparta je postigla nekoliko pobjeda u prvim velikim bitkama, ali nije bila sposobna da iskoristi tu prednost, pa je rat gotovo dosegnuo pat poziciju. Na moru je perzijska mornarica odlučno pobijedila spartansku flotu, čime je spriječeno da Sparta postane pomorska sila. Ovaj potez koristi Ateni koja je pomorskim pohodima povratila brojne bivše kolonije.
Kada je Atena počela pomagati pobune na perzijskom Cipru i u Egiptu, Perzijanci prestaju pomagati saveznice odnosno počinju pomagati Sparti. Zbog perzijske prevage saveznici su prisiljeni tražiti primirje.
Godine 387. pr. Kr. sklopljen je Antalkidov ili Kraljevski mir, koji je nazvan prema perzijskom velikom kralju Artakserksu II. Prema tom mirovnom sporazumu Perzijsko Carstvo zadržalo je kontrolu nad Jonijom, dok ostali grčki polisi ostaju samostalni.
Sparta uz perzijsku suglasnost postaje čuvar tog mira, čime je potvrđena njena hegemonija nad ostatkom Grčke. Sparta ostaje dominantna sila Grčke sljedećih 14 godina, odnosno sve do poraza u bici kod Leuktre.

## Vanjske poveznice
- Pauzanije: „Opis Grčke“
- „Korintski rat“ (enciklopedija Britannica - poveznice)
- Robin Seager: Korintski rat (Cambridge Histories Online)  Arhivirana inačica izvorne stranice od 23. svibnja 2011. (Wayback Machine)